# Gør-det-selv
 For alternative betydninger, se Gør det selv (flertydig). (Se også artikler, som begynder med Gør det selv)
Gør-det-selv er også godt kendt som DIY (engelsk forkortelse for do it yourself) er en måde at bygge, modificere eller reparere ting uden direkte hjælp fra eksperter eller professionelle.
Akademisk forskning beskriver gør-det-selv som et adfærd, hvor "individer anvender rå- eller semiråmaterialer og dele til at producere, ændre eller rekonstruere genstande, inklusive genstande fra naturen (landskabet)". Gør-det-selv kan være udløst af forskellige motivationer, som tidligere har været kategoriseret som markedsmæssig motivation (økonomiske fordele, mangel på tilgængelighed af produkter, dårlig produktkvalitet, behov for brugertilpasning) og identitet (håndværk, indflydelse, fællesskabsfølelses eller unikum).
Termen "gør-det-selv" (do-it-yourself) er blevet associeret med forbrugere siden mindst 1912, primært inden for forbedringer i hjemmet og vedligeholdelsesaktiviteter. Frasen "do it yourself" var blevet en del af standard engelsk i 1950'erne, i forbindelse med omtale af privatpersoner der udførte forbedringer i hjemmet og forskallige små byggeprojekter som både rekreationel og pengebesparende aktivitet.
I Danmark kan udtrykket gør-det-selv identificeres tilbage til oktober 1955, hvor det første gang optræder i tidsskriftet Populær Mekanik. Det optræder flere gange i 1960-erne og er senere blevet optaget i Retskrivningsordbogen.
Gør-det-selv har siden fået en bredere betydning, og dækker i dag en lang række færdigheder. Gør-det-selv er blevet associeret med international alternativ rock, punkrock og indie rock, indymedia, piratradiostationer og zine-fællesskaber. I denne forbindelse er gør-det-selv relateret til Arts and Crafts, idet det ofte tilbyder et alterativ til den moderne forbrugerkulturs vægt på at være afhængig af andre for at tilfredsstille behov. Det er også blevet et fremherskende term inden for privatøkonomi, når privatpersoner selv investerer i aktier frem for at overlade dette til professionelle.